# Eqalugaarsuit
Eqalugaarsuit – miejscowość na południowym wybrzeżu Grenlandii, w gminie Kujalleq.
Według danych z 2011 roku mieszkało w niej 88 osób.